# Formosatettix karenkoensis
Formosatettix karenkoensis är en insektsart som beskrevs av Tinkham 1937. Formosatettix karenkoensis ingår i släktet Formosatettix och familjen torngräshoppor. Inga underarter finns listade i Catalogue of Life.